# Fænø
Fænø est une île du Danemark situé dans le Petit Belt. 